# Gaëtan Zampa
Gaëtan Zampa (Marsiglia, 1º aprile 1933 – Marsiglia, 16 agosto 1984) è stato un criminale francese.
Fu, dalla seconda metà degli anni sessanta fino alla morte, uno dei massimi vertici della malavita marsigliese.

## Biografia
Nato in rue Stilatti, nel popolare quartiere di Saint-Lazare, da una famiglia di origine italiana, nei primi anni cinquanta Zampa, seguendo le orme del padre Mathieu, cominciò a frequentare gli ambienti malavitosi marsigliesi. Iniziò a fare il protettore nel quartiere di Saint-Lazare. Il 5 agosto 1953, entrò nel servizio di sicurezza, fornito dai fratelli Guérini, del politico Gaston Defferre, e divenne una delle sue guardie del corpo. Defferre, socialista appoggiato dalla SFIO, stava cercando di riprendersi il municipio che dal 1945 era in mano ai comunisti. Quel giorno, durante una manifestazione comunista, Zampa disperse la folla minacciandola con una mitragliatrice di plastica e riuscì a far allontanare in sicurezza Defferre. Defferre, in cambio, lo invitò a una festa come scena di gratitudine.
Nel 1955 si trasferisce a Parigi dove viene introdotto nella “Bande des Trois Canards”, grazie alcune conoscenze attraverso gli italiani del Panier. La banda iniziò a dedicarsi al racket degli alberghi parigini, sfruttamento della prostituzione, rapine e gioco d'azzardo. Ben presto il gruppo di Zampa fu rafforzato con l'ingresso di noti malavitosi parigini come Joseph Brahim Attia (noto come Jo Attia), Georges Boucheseiche (al centro dell'affare Ben Barka) e Jean Palisse. Zampa che stava rapidamente scalando le gerarchie della criminalità della capitale francese, iniziò anche a collaborare con Marcel Francisci, un noto biscazziere, il quale gli affidò la gestione del Cercle Montmartre. Nella notte tra il 31 dicembre 1960 e il 1° gennaio 1961, mise a segno un memorabile colpo alla Caisse d'Allocations Familiales des Bouches-du-Rhône a Marsiglia, dove insieme ai suoi complici rubò 160 milioni di franchi. Seppur fortemente sospettato dalla polizia, non fu mai incriminato del colpo.
Nel 1966 venne arrestato per porto d'armi abusivo e ricnhiuso prima ad Haguenau poi, dopo aver compiuto una serie di tentativi di suicidio, nell'ospedale di Strasburgo, nel penitenziario di Fresnes, nella prigione della Santé a Parigi e nella centrale di Poissy. Nonostante i vari trasferimenti, Zampa continuò a gestire dalla cella il suo giro di traffico di droga e prostituzione, oltre che ordinare l'omicidio di Albert Guérini per vendicare la morte dell'amico Robert Blémant, un ex-poliziotto diventato poi un malavitoso. L'arresto per omicidio di Memé Guérini e il conseguente processo che sancì pesanti condanne segnarono la fine dell'egemonia della famiglia Guérini sulla malavita marsigliese e l'ascesa del trio Zampa (ancora in carcere), Jacky le Mat e Francis Vanverberghe, detto “le Belge”, tutti e tre veterani della Bande des Tres Canards.
Uscito dal carcere nel 1970, Zampa, ormai de facto uno dei vertici del milieu marsigliese, entrò ben presto in contrasto con Francis "Le Belge". La tensione tra i due raggiunse il picco nel 1972, quando alcuni trafficanti di eroina vicini a Zampa dirottarono un grosso carico di eroina, del valore di 600.000 franchi, destinato a "Le Belge". Prevedendo una rappresaglia, il 5 settembre 1972 Zampa decise di agire facendo uccidere tre uomini di Vanverberghe. La risposta di "Le Belge" non tardò ad arrivare e il 31 marzo 1973, tre uomini di Zampa vengono uccisi nel bar Tanagra assieme alla titolare. Nel novembre 1973, con l'arresto di Francis "Le Belge" e la sua condanna a tre anni di prigione posero fine agli scontri. Durante la faida con Vanverberghe, Zampa scappò in Italia per sfuggire alle rappresaglie e alla polizia. Vi rimase fino al 1975.
Al suo ritorno a Marsiglia, Zampa fu fermato dalla polizia in possesso di una pistola Smith & Wesson e condannato a otto mesi per porto illegale d'armi che scontò nel carcere delle Baumettes.
Oltre ai traffici della French Connection, Zampa entrò nel mondo del traffico di armi: la sua famiglia rifornì gli arsenali dell'IRA e dell'ETA, anche se proprio i suoi uomini furono sospettati dell'assassinio di Pierre Goldman, bandito e terrorista fiancheggiatore dell'ETA.
Tornato a Marsiglia nel 1975 ed approntò l'espansione degli affari illeciti della sua banda sulla Costa Azzurra, autorizzando i grandi colpi di Albert Spaggiari a Nizza e mettendo suoi uomini alla testa dei casinò della città. Tuttavia uno dei suoi uomini, Jacky "Le Mat" Imbert, s'era nel frattempo messo in proprio, taglieggiando oltretutto anche i suoi protetti, e per questo gli venne teso un agguato all'interno di un parcheggio a Cassis. Imbert riuscì tuttavia a sopravvivere alle gravissime ferite, pur rimanendo invalido della mano destra, scatenando in risposta una breve faida tra il 1977 e il 1978, in cui riuscì ad uccidere quindici uomini di Zampa.
Questa breve guerra non scalfì il potere di Zampa e dei suoi uomini. Il suo potere iniziò però ad incrinarsi a partire dagli anni ottanta a causa di una serie di eventi. Nel 1981 il giudice Pierre Michel venne assassinato. Temendo un eventuale arresto Zampa fuggì nuovamente in Italia, al contempo iniziò a denunciare per calunnia chiunque lo associasse al delitto. Questo fatto spinse le forze di polizia marsigliesi a stringere il cerchio attorno all'organizzazione del boss. Il 6 ottobre 1983 poi, Gilbert Hoareau, detto “le Libanais”, fu assassinato da tre uomini in moto sulla Canebière. Hoareau, un tempo stretto collaboratore di Zampa, stava cercando di separarsi da Zampa ed era sospettato di aver tagliato la gola a uno degli uomini del boss di Marsiglia per dimostrare la propria indipendenza. Per questo motivo Zampa era sospettato di essere stato il mandante dell'agguato. Quando la squadra finanziaria della SRPJ decise di perquisire la casa di Hoareau, riuscì a mettere le mani sui conti del "Libanais" scoprendo così i vari traffici di droga a cui Zampa era legato. Due settimane dopo, vennero arrestate 21 persone, tutte vicine a Zampa, tra cui la moglie Christiane e il suo avvocato Maître Philippe Duteil. Contemporaneamente, furono perquisiti una dozzina di locali notturni controllati da Zampa e dai suoi soci. A ciò fece seguito un'indagine su tutta una serie di reati finanziari e fiscali, tra cui l'abuso di beni aziendali, la falsificazione di documenti, i reati societari e la bancarotta fraudolenta.
Il 21 ottobre 1983 fu emesso un mandato di cattura internazionale nei suoi confronti. Il 29 novembre successivo, ventiquattro ore dopo l'attentato a due stabilimenti di Aix-en-Provence di proprietà della moglie, Zampa e i suoi collaboratori furono arrestati dalla Brigade de Répression du Banditisme (BRB) in una piccola casa nel quartiere Ranquet di Istres.
Detenuto nella prigione delle Baumettes, sprofondò lentamente nella follia, lamentando violenti mal di testa e affermando di sentire voci, accusando i tubi di trasmettergli messaggi di morte e gridando che qualcuno voleva ucciderlo. Scrisse al direttore del carcere chiedendo di essere trasferito in un'altra cella, sostenendo che la sua, che si affacciava sulla strada, stava per essere bersaglio di un attacco missilistico dall'edificio di fronte. I suoi avvocati chiesero una perizia psichiatrica, ma i medici riscontrarono solo una semplice alterazione nevrotica dovuta a una fissazione. Il 20 e il 22 giugno 1984 tentò due volte il suicidio tagliandosi le vene.
Il processo si svolse davanti al 6° Tribunale penale di Marsiglia, presieduto dal presidente Albertini. Il primo giorno, il 19 luglio 1984, Zampa si lanciò contro un pilastro del tribunale colpendolo con la testa e rimediando una ferita. La sera del primo giorno di processo, tentò nuovamente il suicidio tagliandosi i polsi con un coltellino smussato. L'amministrazione penitenziaria decise di tenerlo sotto costante sorveglianza. A tal fine, fu messo in cella con un altro detenuto, Marc-Robert Schandeler, detto “Bob”, ex buttafuori del Krypton, uno dei locali di Zampa. La sera del quinto giorno di processo, il 23 luglio 1984, il boss fu rinvenuto impiccato in cella. Trasportato in ospedale in condizioni disperate, morì il 15 agosto successivo.

## Nella cultura di massa
- Il personaggio di Tany Zampa è uno dei protagonisti del film  French Connection (2014) di Cédric Jimenez. Il boss è interpretato da Gilles Lellouche e doppiato da Paolo Marchese.
- Nel film L'immortale (2010) di Richard Berry, il personaggio di Tony Zacchia, interpretato da Kad Merad e doppiato da Franco Mannella, è ispirato a Zampa.